# Bajiao Huiqing
Bajiao Huiqing (chiń. trad. 芭蕉慧清; pinyin Bājiāo Huìqīng; kor. P’ajo Hyejeng; jap. Bashō Esei; wiet. Ba Tiêu Huệ Thanh) – chiński mistrz chan ze szkoły guiyangzong.

## Życiorys
Pochodził z Korei, w wieku 28 lat przybył na górę Yang (obecnie jest to miasto Yichun w prowincji Jiangxi). Jego nauczycielem został mistrz chan Nanta Guangyong.
Pewnego dnia Nanta powiedział do zgromadzonych mnichów: „Do wszystkich, jeśli jesteście dzielni, wyjdźcie z łona i zaryczcie jak lew!” Po tych słowach Bajiao osiągnął oświecenie.
Bajiao podniósł kij i powiedział do mnichów: „Jeśli macie kij, dam go wam. Jeśli nie macie kija, wtedy go wam zabiorę.”
Następnie używając kija wstał i wyszedł z sali.
Mnich spytał Bajiao: „Czym jest sok bananowy?”
Bajiao powiedział: „Zima ciepła, lato chłodne.”
Mnich spytał: „Czym jest nadmuchany pierzasty miecz?”
Bajiao powiedział: „Zrób trzy kroki naprzód.”
Mnich powiedział: „Po co?”
Baiao powiedział: „Cofnij się o trzy kroki.”
Mnich spytał: „A co, gdy ktoś ma pytanie, ale nie mówi?”
Bajiao powiedział: „Bez wychodzenia z klasztoru, podejmujesz tysiącmilową podróż.”
- Mistrz występuje w gong’anie 44 z Wumenguan

## Linia przekazu Dharmy zen
Pierwsza liczba oznacza liczbę pokoleń mistrzów od 1 Patriarchy indyjskiego Mahakaśjapy.
Druga liczba oznacza liczbę pokoleń od 28/1 Bodhidharmy, 28 Patriarchy Indii i 1 Patriarchy Chin.
Trzecia liczba oznacza początek nowej linii przekazu w danym kraju.
- 36/9. Baizhang Huaihai (720–814)
  - 37/10. Guishan Lingyou (771–853) szkoła guiyang
    - 38/11. Liu Tiemo (bd) mistrzyni chan
    - 38/11.Yangshan Huiji (814–890)
      - 39/12. Wuzhu Wenxi (821–900)
      - 39/12. Miaoxin (bd) mistrzyni chan
      - 39/12. Hangzou Wenxi (bd)
      - 39/12. Xita Guangmu (Yangshan) (bd)
        - 40/13. Zifu Rubao (bd)

      - 39/13/1. Wŏnnang Taet'ong (816–883) szkoła sŏngju – Korea
      - 39/12/1. Sunji Korea
      - 39/12. Nanta Guangyong (850–938)
        - 40/13. Bajiao Huiqing (bd) koreański mistrz działający w Chinach
          - 41/14. Xingyang Qingrang (bd)